# ورزشگاه راجامانگالا
ورزشگاه راجامانگالا (تایلندی: ราชมังคลากีฬาสถาน) یک ورزشگاه فوتبال و دو و میدانی در کشور تایلند است.
این ورزشگاه که در شهر بانکوک قرار دارد در سال ۱۹۹۸ تأسیس شده و دارای ۴۹٬۷۷۲ نفر ظرفیت است.

## نگارخانه

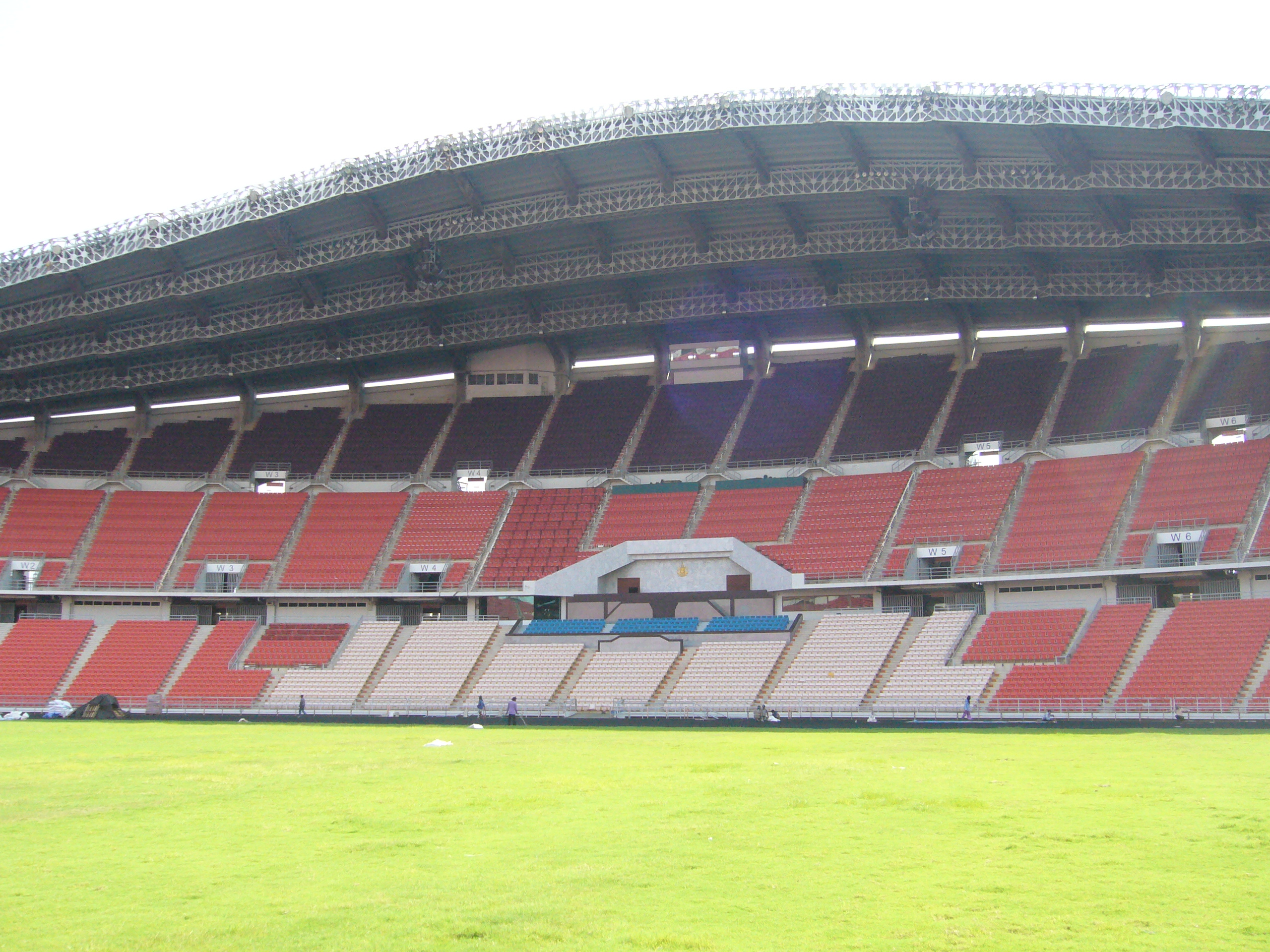
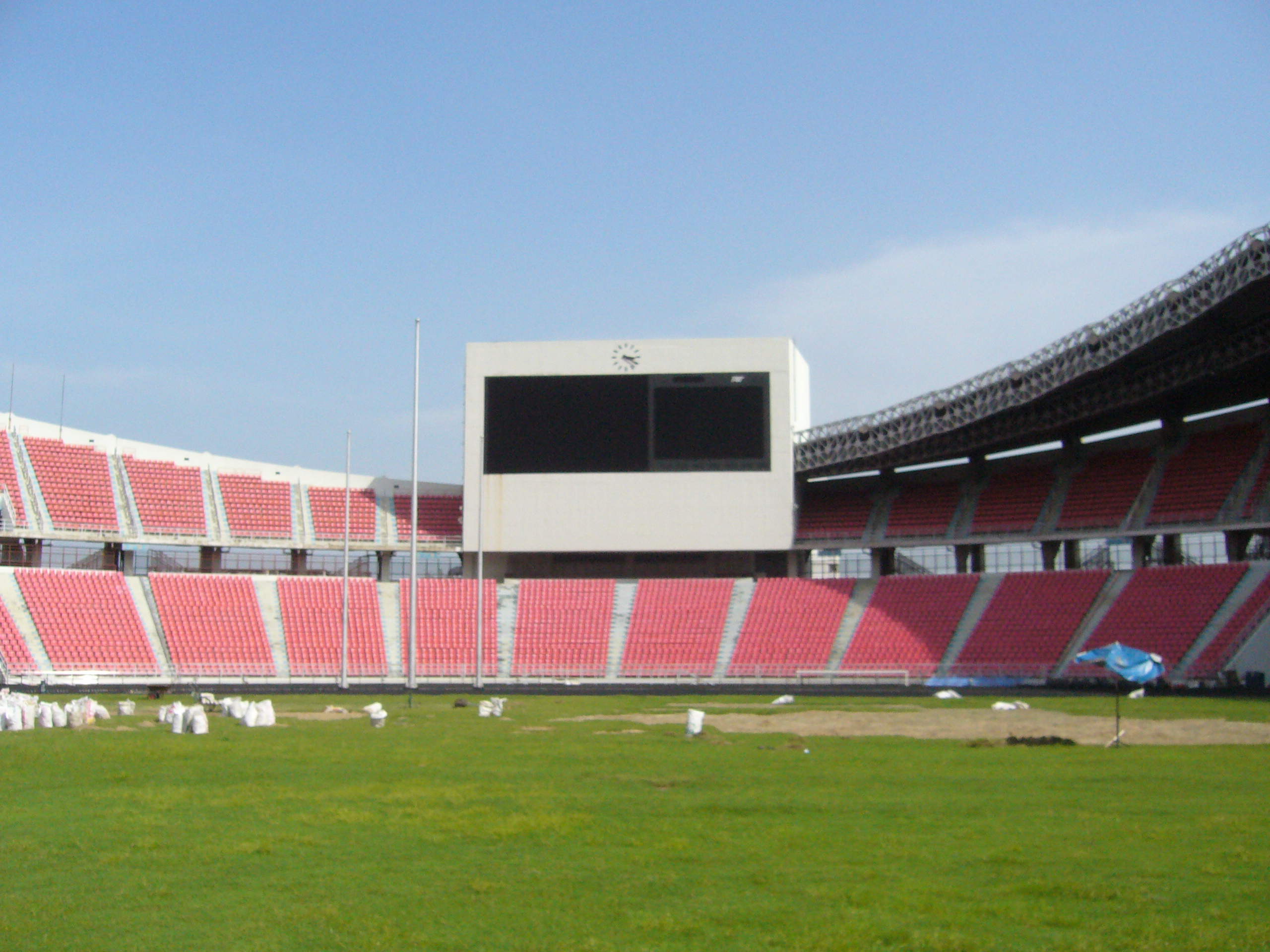
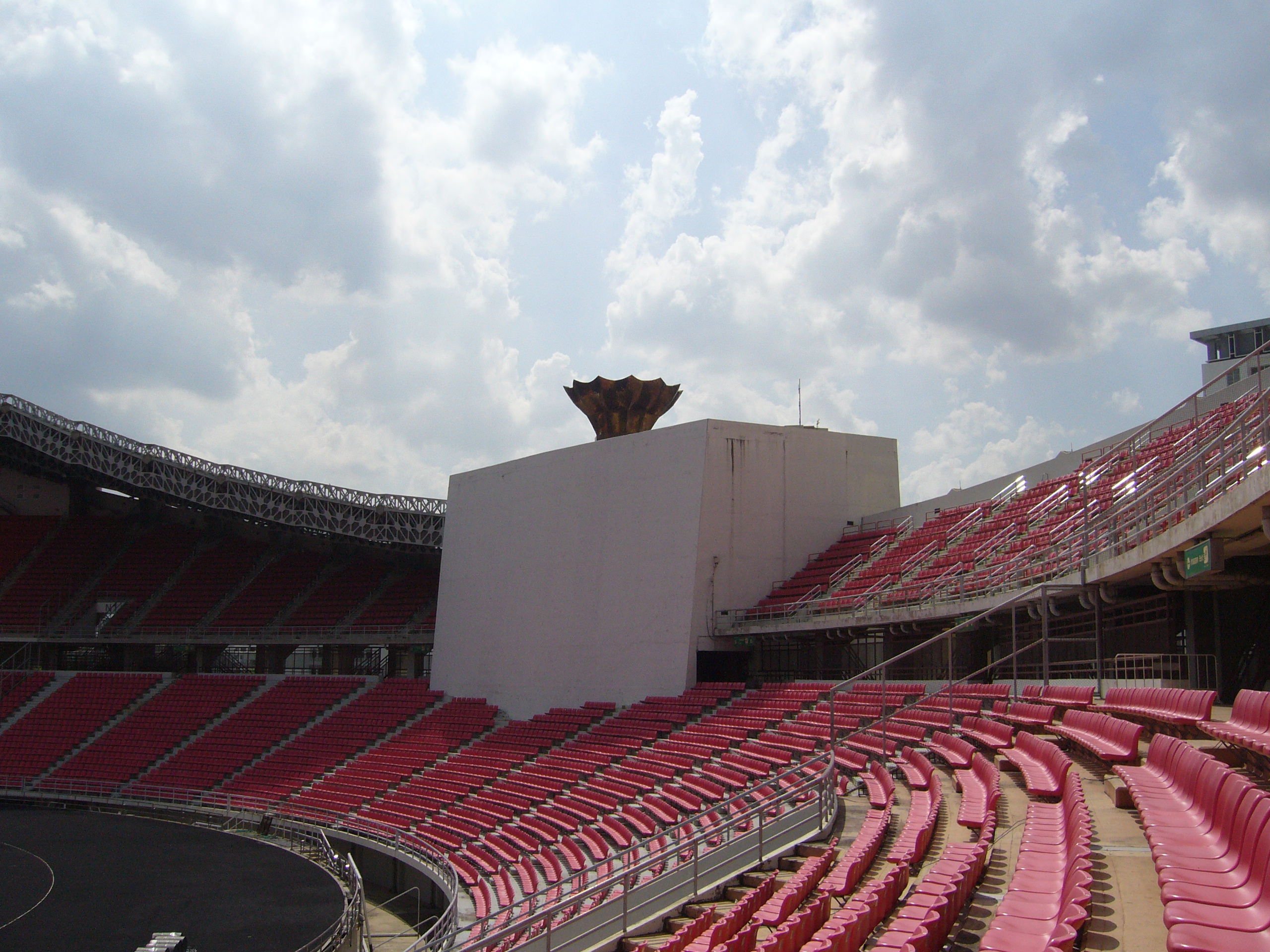
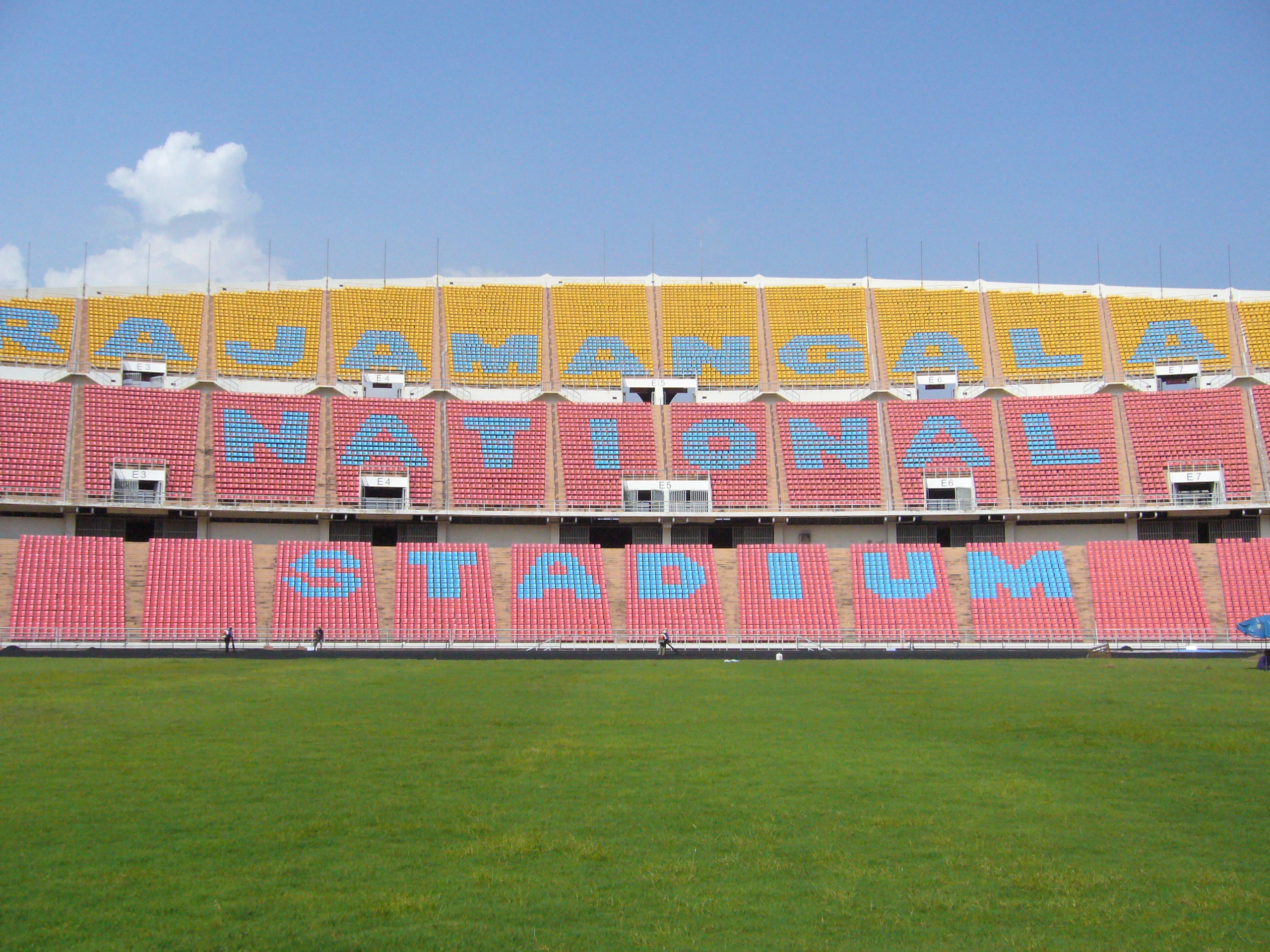
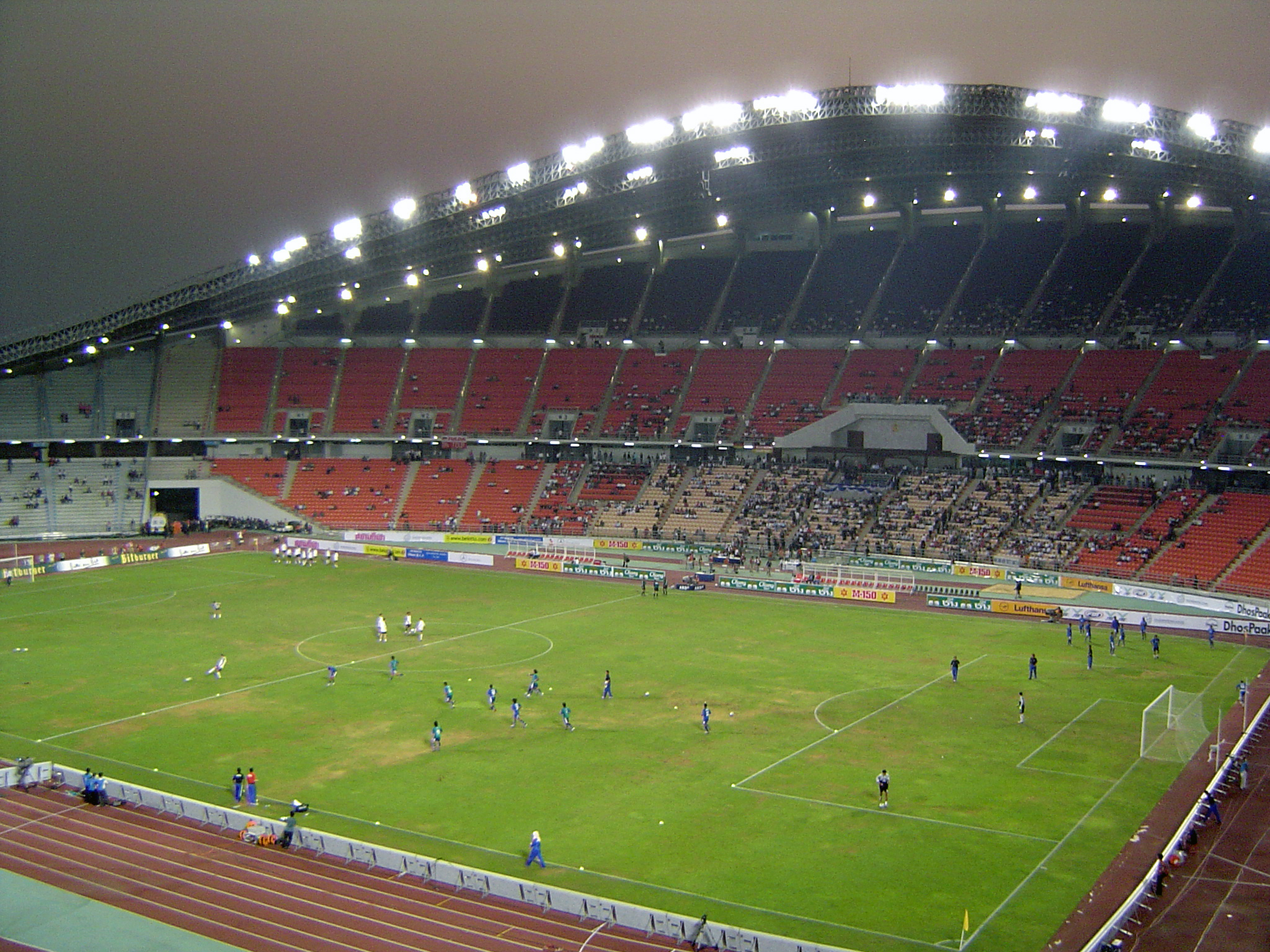